# Stéphane Richelmi
Stéphane Richelmi (Monte Carlo, 17 maart 1990) is een Monegaskisch autocoureur. Hij is de zoon van voormalig World Rally Championship-rijder Jean-Pierre Richelmi.

## Carrière

### Formule Renault 1.6 & 2.0
Richelmi begon zijn carrière in het formuleracing in 2006 in de Belgische Formule Renault 1.6. Het volgende jaar stapte hij over naar de Eurocup Formule Renault 2.0. Ook in 2007 nam hij deel aan twee races in het Italiaanse Formule Renault-kampioenschap.
In 2008 nam Richelmi deel aan zowel de Eurocup als de Formule Renault 2.0 WEC. De Eurocup verliet hij echter al na acht races zonder een punt gescoord te hebben.

### Formule 3
Aan het eind van 2008 nam Richelmi de stap omhoog naar de Formule 3 in de laatste zes races van de Formule 3 Euroseries voor het team Barazi-Epsilon.
In 2009 ging Richelmi rijden in het Britse Formule 3-kampioenschap, waarin hij met een Dallara F308 in de Internationale Klasse reed. Tijdens het jaar reed hij ook in het Italiaanse Formule 3-kampioenschap voor het team RC Motorsport. Hij miste hier de eerste vier races van het seizoen, maar eindigde toch als zesde in het kampioenschap met drie podiumplaatsen. In 2010 blijft Richelmi rijden in de Italiaanse Formule 3, maar nu voor het team Lucidi Motors. Hij eindigde dit seizoen als tweede achter César Ramos met in totaal vier overwinningen en acht podiumplaatsen. Samen met Ramos en Andrea Caldarelli mocht hij de Formule 1-wagen van Ferrari, de Ferrari F2008, testen, omdat ze samen in de top drie van het kampioenschap eindigden.

### Formule Renault 3.5 Series
In oktober 2009 nam Richelmi voor het eerst deel aan een test voor de Formule Renault 3.5 Series op Motorland Aragón voor de kampioenen van Draco Racing. Een jaar later testte hij weer voor Draco in Barcelona en op Motorland Aragón en reed ook voor Tech 1 Racing op de laatste baan.
In januari 2011 werd bekend dat Richelmi dat jaar in de Formule Renault 3.5 Series mocht racen voor International DracoRacing naast André Negrão.

### Sportauto's
In oktober 2009 nam Richelmi ook deel aan het Franse FFSA GT-kampioenschap op Circuit Paul Ricard. Hij deelde een Chevrolet Corvette C6.R met Eric Cayrolle, met wie hij als tweede eindigde in de eerste race om de tweede race te winnen.

### GP2
Richelmi maakte in 2011 zijn GP2-debuut op Monza als vervanger van zijn landgenoot Stefano Coletti voor het team Trident Racing. Zijn teamgenoot is hier Rodolfo González. In 2012 beleefde hij zijn eerste volledige seizoen bij Trident als teamgenoot van Julian Leal. Hij werd eenmaal derde op de Hockenheimring en eindigde als achttiende in het kampioenschap met 25 punten. In 2013 maakt Richelmi de overstap naar het kampioensteam van 2012 DAMS, waar hij Marcus Ericsson als teamgenoot krijgt.